# Zatoki międzyjamiste

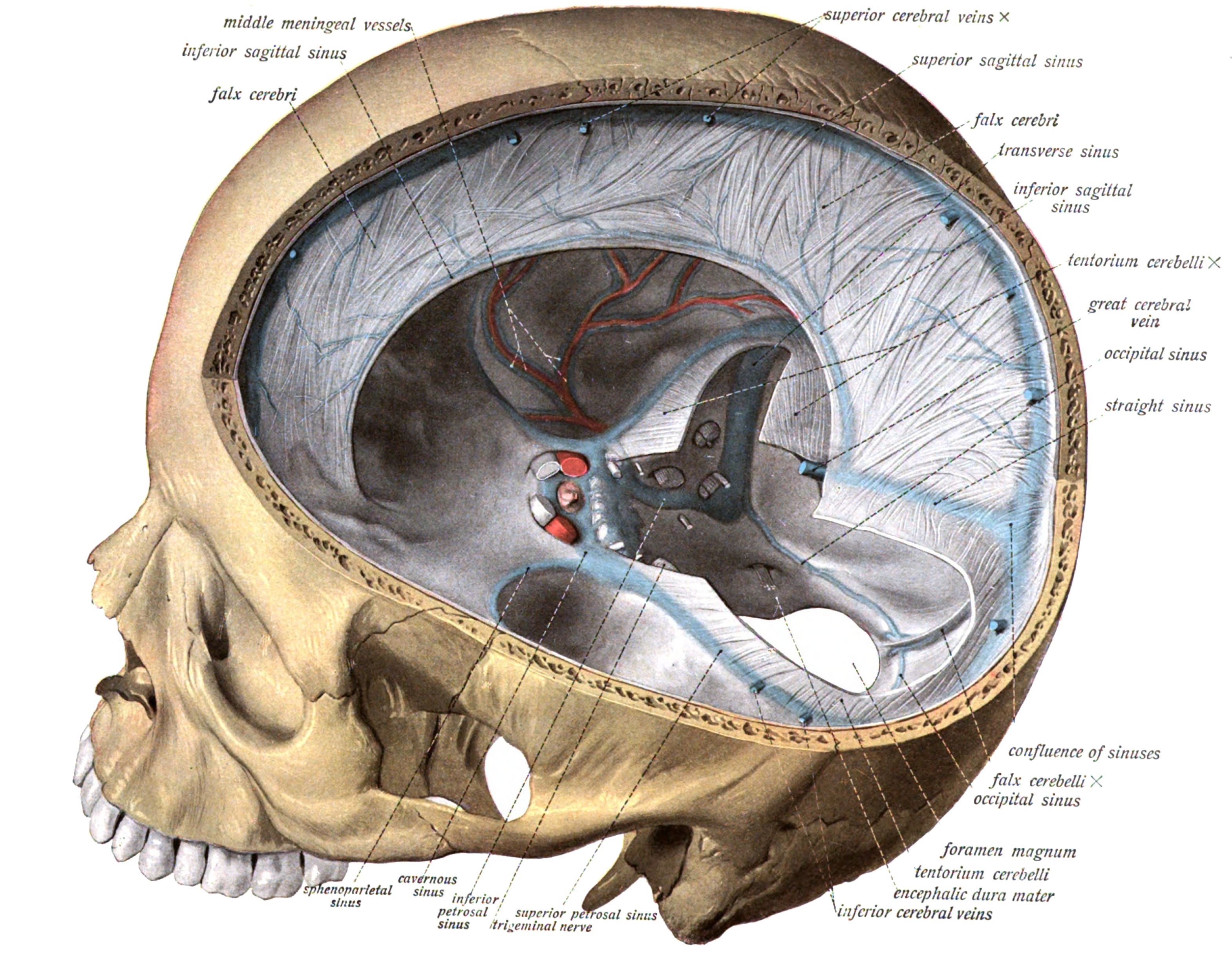
Zatoki opony twardej. Krąg żylny, wytworzony przez obie zatoki międzyjamiste i zatoki jamiste, widoczny w centralnej części ilustracji.

Zatoki międzyjamiste (łac. sinus intercavernosi) – w anatomii człowieka dwie zatoki opony twardej mózgowia, należące do grupy dolnej (przednio-dolnej) zatok. Przebiegają poprzecznie, łącząc ze sobą prawą i lewą zatokę jamistą. Przednia zatoka międzyjamista, zwykle większa z nich, położona jest na przednim obwodzie dołu przysadki, a tylna zatoka międzyjamista – na jego tylnym obwodzie. Przysadka mózgowa jest więc otoczona kręgiem żylnym (zatoką okrężną, zatoką Ridleya), który tworzą od boków zatoki jamiste, a z przodu i tyłu zatoki międzyjamiste.